# Острувка
Острувка (пол. Ostrówka) — село в Польщі, у гміні Казанув Зволенського повіту Мазовецького воєводства.
Населення — 107 осіб (2011).
У 1975-1998 роках село належало до Радомського воєводства.

## Демографія
Демографічна структура станом на 31 березня 2011 року:
|          | Загалом | Допрацездатний вік | Працездатний вік | Постпрацездатний вік |
| -------- | ------- | ------------------ | ---------------- | -------------------- |
| Чоловіки | 55      | 7                  | 37               | 11                   |
| Жінки    | 52      | 7                  | 22               | 23                   |
| Разом    | 107     | 14                 | 59               | 34                   |